# Paulette Cooper
Paulette Marcia Cooper Noble, född 26 juli 1942, är en amerikansk författare och frilansjournalist, mest känd för sin bok The Scandal of Scientology (1971) och den skandal som uppstod när det uppdagades att Scientologikyrkan försökte snärja henne för bombhot.
Cooper föddes i Antwerpen, Belgien som Paula Bucholc. Hennes föräldrar dog i Auschwitz koncentrationsläger under andra världskriget, hon trodde själv länge att hon själv var född i Auschwitz och fördes tillsammans med sin syster till uppsamlingslägret i Mechelen varifrån de belgiska tågtransporterna till Auschwitz utgick, men några vänner till hennes far lyckades muta dem fria. De första sex åren tillbringade hon som föräldralös på olika barnhem i Belgien. Efter kriget adopterades hon av den amerikanska familjen Cooper och fick sitt nuvarande namn. Hon studerade psykologi och började arbeta som frilansjournalist 1968. 1968 bestämde hon sig för att skriva om scientologi. Detta resulterade i boken The Scandal of Scientology, som gavs ut 1971. Redan innan boken kom ut hade hon publicerat en artikel om organisationen, vilket lett till en stämning.

## Operation Freakout
Boken fick hård kritik från Scientologikyrkan och Cooper stämdes på nytt. Under åren kom hon att bli stämd totalt nitton gånger. Scientologikyrkan lanserade en hemlig kampanj med namnet Operation Freakout, vars syfte var att svärta Coopers rykte och att få Cooper "inspärrad på mentalsjukhus eller fängelse, eller åtminstone slå till henne så hårt att hon slutar med sina attacker". Enligt Cooper trakasserade de henne, spred rykten till hennes grannar att hon var prostituerad och led av könssjukdomar. Trakasserierna gick så långt att hon blev självmordsbenägen. det fanns även planer på att mörda Cooper   Scientologikyrkan lyckades få tag på Coopers personliga brevpapper, med hennes fingeravtryck på, vilka de använde för att skicka bombhot till sig själva med. Cooper ställdes inför rätta, men FBI uppdagade till slut planerna på "Operation Freakout" och 1985 träffade Scientologikyrkan och Cooper en uppgörelse utanför domstol.

## Familj
Cooper gifte sig 1988 med TV-producenten Paul Noble. De har författat flera böcker tillsammans.

## Biografi
I Maj 2015 kom en biografi om Paulette Cooper av Tony Ortega med titeln The Unbreakable Miss Lovely  How the Church of Scientology tried to destroy Paulette Cooper.